# Uitslagen van de Democratische presidentiële voorverkiezingen 2008

Uitslagen van de Democratische presidentiële voorverkiezingen 2008 per staat

Dit artikel bevat de uitslagen van de Democraten voor de voorverkiezingen voor de presidentiële nominatie van hun partij.

## Kandidaten
- Joe Biden (teruggetrokken op 3 januari 2008)
- Christopher Dodd (teruggetrokken op 3 januari 2008)
- Bill Richardson (teruggetrokken op 10 januari 2008)
- Dennis Kucinich (teruggetrokken op 25 januari 2008)
- John Edwards (teruggetrokken op 30 januari 2008)
- Tom Vilsack (teruggetrokken op 23 februari 2007)
- Mike Gravel (later overgestapt naar de Libertarische Partij)
- Hillary Clinton
- Barack Obama (uiteindelijk winnaar)

## uitslagen
| |                                                                 | Joe Biden                     | Hillary Clinton | Christopher Dodd             | John Edwards | Mike Gravel                 | Dennis Kucinich | Barack Obama   | Bill Richardson |
| |                                                                 |                               |                 |                              |              |                             |                 |                |                 |
| totale delegatie (4,049; 2,025 stemmen nodig voor de nominatie)                                                                              | totale delegatie (4,049; 2,025 stemmen nodig voor de nominatie) | –                             | 1586            | –                            | 18           | –                           | -               | 1719           | -               |
| superafgevaardigden | superafgevaardigden                                             | –                             | 255             | –                            | -            | –                           | -               | 232            | -               |
| Pledged delegates | Pledged delegates                                               | –                             | 1331            | –                            | 18           | –                           | –               | 1487           | –               |
| |                                                                 |                               |                 |                              |              |                             |                 |                |                 |
| 3 januari | Iowa afgevaardigden: 45                                         | 1%                            | 29% (15)        | 0%                           | 30% (14)     | 0%                          | 0%              | 38% (16)       | 2%              |
| 8 januari | New Hampshire afgevaardigden: 22                                | 0%                            | 39% (9)         | 0%                           | 17% (4)      | 0%                          | 1%              | 36% (9)        | 5%              |
| 15 januari | Michigan afgevaardigden: 0 (156)                                | –                             | 55%             | 1%                           | –            | 0%                          | 4%              | –              | –               |
| 19 januari | Nevada afgevaardigden: 25                                       | 0%                            | 51% (12)        | 0%                           | 4 %          | 0%                          | 0%              | 45% (13)       | 0%              |
| 26 januari | South Carolina afgevaardigden: 45                               | 0%                            | 27% (12)        | 0%                           | 18%' (8)     | 0%                          | 0%              | 55% (25)       | 0%              |
| 29 januari | Florida afgevaardigden: 0 (210)                                 | 1%                            | 50%             | 0%                           | 14%          | 0%                          | 1%              | 33%            | 0%              |
| 5 februari | Alabama afgevaardigden: 52                                      | –                             | 42% (21)        | –                            | 1%           | –                           | –               | 56% (20)       | –               |
| 5 februari | Alaska afgevaardigden: 13                                       | –                             | 25% (4)         | –                            | 0%           | –                           | –               | 74% (9)        | –               |
| 5 februari | Amerikaans-Samoa afgevaardigden: 3                              | –                             | 57% (2)         | –                            | 0%           | –                           | –               | 42% (1)        | –               |
| 5 februari | Arizona afgevaardigden: 56                                      | –                             | 51% (26)        | –                            | 5%           | –                           | –               | 42% (21)       | –               |
| 5 februari | Arkansas afgevaardigden: 35                                     | –                             | 70% (23)        | –                            | 2%           | –                           | –               | 27% (6)        | –               |
| 5 februari | Californië afgevaardigden: 370                                  | –                             | 53% (43)        | –                            | 4,5%         | –                           | –               | 43% (23)       | –               |
| 5 februari | Colorado afgevaardigden: 55                                     | –                             | 32% (6)         | –                            | –            | –                           | –               | 67% (13)       | –               |
| 5 februari | Connecticut afgevaardigden: 48                                  | –                             | 47% (22)        | –                            | 1%           | –                           | –               | 51% (26)       | –               |
| 5 februari | Delaware afgevaardigden: 15                                     | 3%                            | 42% (6)         | –                            | 1%           | –                           | –               | 53% (9)        | –               |
| 5 februari | Georgia afgevaardigden: 87                                      | –                             | 32% (18)        | –                            | 2%           | –                           | –               | 67% (27)       | –               |
| 5 februari | Idaho afgevaardigden: 18                                        | –                             | 17% (3)         | –                            | 1%           | –                           | –               | 80% (15)       | –               |
| 5 februari | Illinois afgevaardigden: 153                                    | –                             | 33% (42)        | –                            | 2%           | –                           | –               | 64% (83)       | –               |
| 5 februari | Kansas afgevaardigden: 32                                       | –                             | 26% (9)         | –                            | –            | –                           | –               | 74% (23)       | –               |
| 5 februari | Massachusetts afgevaardigden: 93                                | –                             | 58% (54)        | –                            | 2%           | –                           | –               | 39% (37)       | –               |
| 5 februari | Minnesota afgevaardigden: 72                                    | –                             | 32% (24)        | –                            | 1%           | –                           | –               | 67% (48)       | –               |
| 5 februari | Missouri afgevaardigden: 72                                     | –                             | 48% (30)        | –                            | 2%           | –                           | –               | 49% (30)       | –               |
| 5 februari | New Jersey afgevaardigden: 107                                  | –                             | 54% (51)        | –                            | 1%           | –                           | –               | 44% (37)       | –               |
| 5 februari | New Mexico afgevaardigden: 26                                   | –                             | 49% (14)        | –                            | 2%           | –                           | –               | 48% (12)       | 1%              |
| 5 februari | New York afgevaardigden: 232                                    | –                             | 57% (127)       | –                            | 1%           | –                           | –               | 40% (87)       | -               |
| 5 februari | North Dakota afgevaardigden: 13                                 | –                             | 37% (5)         | –                            | 2%           | –                           | –               | 61% (8)        | –               |
| 5 februari | Oklahoma afgevaardigden: 38                                     | –                             | 55% (24)        | –                            | 10%          | –                           | –               | 31% (14)       | –               |
| 5 februari | Tennessee afgevaardigden: 68                                    | –                             | 58% (34)        | –                            | 4%           | –                           | –               | 36% (21)       | –               |
| 5 februari | Utah afgevaardigden: 23                                         | –                             | 41% (9)         | –                            | 3%           | –                           | –               | 53% (14)       | –               |
| 9 februari | Louisiana afgevaardigden: 56                                    | –                             | 39% (19)        | –                            | –            | –                           | –               | 53% (31)       | –               |
| 9 februari | Nebraska afgevaardigden: 24                                     | –                             | 32% (8)         | –                            | –            | –                           | –               | 68% (16)       | –               |
| 9 februari | Washington afgevaardigden: 78                                   | –                             | 31% (15)        | –                            | –            | –                           | –               | 68% (35)       | –               |
| 9 februari | Amerikaanse Maagdeneilanden afgevaardigden: 3                   | –                             | 8% (0)          | –                            | –            | –                           | –               | 92% (3)        | –               |
| 10 februari | Maine afgevaardigden: 24                                        | –                             | 40% (9)         | –                            | –            | –                           | –               | 59% (15)       | –               |
| 5 februari tot 12 februari | Democraten in het buitenland afgevaardigden: 7                  | –                             | –               | –                            | –            | –                           | –               | –              | –               |
| 12 februari | District of Columbia afgevaardigden: 15                         | –                             | 24% (3)         | –                            | –            | –                           | –               | 75% (11)       | –               |
| 12 februari | Maryland afgevaardigden: 70                                     | –                             | 37% (18)        | –                            | –            | -                           | –               | 60% (34)       | –               |
| 12 februari | Virginia afgevaardigden: 83                                     | –                             | 35% (29)        | –                            | –            | -                           | –               | 64% (54)       | –               |
| 19 februari | Wisconsin afgevaardigden: 74                                    | –                             | 41% (32)        | –                            | –            | –                           | –               | 58% (42)       | –               |
| 19 februari | Hawaï afgevaardigden: 20                                        | –                             | 24% (6)         | –                            | –            | –                           | –               | 76% (14)       | –               |
| 4 maart | Ohio afgevaardigden: 141                                        | –                             | 54% (74)        | –                            | –            | -                           | –               | 44% (65)       | –               |
| 4 maart | Rhode Island afgevaardigden: 21                                 | –                             | 58% (13)        | –                            | –            | –                           | –               | 40% (8)        | –               |
| 4 maart | Texas afgevaardigden: 193                                       | –                             | –               | –                            | –            | –                           | –               | –              | –               |
| 4 maart | Vermont afgevaardigden: 15                                      | –                             | –               | –                            | –            | –                           | –               | –              | –               |
| 8 maart | Wyoming afgevaardigden: 12                                      | –                             | –               | –                            | –            | –                           | –               | –              | –               |
| 11 maart | Mississippi afgevaardigden: 33                                  | –                             | –               | –                            | –            | –                           | –               | –              | –               |
| 22 april | Pennsylvania afgevaardigden: 151                                | –                             | –               | –                            | –            | –                           | –               | –              | –               |
| 3 mei | Guam afgevaardigden: 3                                          | –                             | –               | –                            | –            | –                           | –               | –              | –               |
| 6 mei | Indiana afgevaardigden: 66                                      | –                             | –               | –                            | –            | –                           | –               | –              | –               |
| 6 mei | North Carolina afgevaardigden: 91                               | –                             | –               | –                            | –            | –                           | –               | –              | –               |
| 13 mei | West Virginia afgevaardigden: 26                                | –                             | –               | –                            | –            | –                           | –               | –              | –               |
| 20 mei | Kentucky afgevaardigden: 47                                     | –                             | –               | –                            | –            | –                           | –               | –              | –               |
| 20 mei | Oregon afgevaardigden: 48                                       | –                             | –               | –                            | –            | –                           | –               | –              | –               |
| 1 juni | Puerto Rico afgevaardigden: 55                                  | –                             | –               | –                            | –            | –                           | –               | –              | –               |
| 3 juni | Montana afgevaardigden: 15                                      | –                             | –               | –                            | –            | –                           | –               | –              | –               |
| 3 juni | South Dakota afgevaardigden: 14                                 | –                             | –               | –                            | –            | –                           | –               | –              | –               |
| \| Legenda: \| \| winnaar aantal afgevaardigden \| \| tweede aantal afgevaardigden \| \| derde aantal afgevaardigden \| \| Teruggetrokken \| |                                                                 |                               |                 |                              |              |                             |                 |                |                 |
| Legenda: |                                                                 | winnaar aantal afgevaardigden |                 | tweede aantal afgevaardigden |              | derde aantal afgevaardigden |                 | Teruggetrokken |                 |

## Uitslagen per staat

#### Iowa
Caucusdatum: 3 januari 2008
Aantal nationale afgevaardigden: 45
| Uitslag van de Democratische caucus | Uitslag van de Democratische caucus | Uitslag van de Democratische caucus | Uitslag van de Democratische caucus | Uitslag van de Democratische caucus |
| kandidaat                           | kandidaat                           | Delegaties van staat IOWA           | %                                   | Nationale delegatie                 |
| ----------------------------------- | ----------------------------------- | ----------------------------------- | ----------------------------------- | ----------------------------------- |
| Barack Obama                        | Barack Obama                        | 940                                 | 37,58%                              | 16                                  |
| John Edwards                        | John Edwards                        | 744                                 | 29,75%                              | 14                                  |
| Hillary Clinton                     | Hillary Clinton                     | 737                                 | 29,47%                              | 15                                  |
| Bill Richardson                     | Bill Richardson                     | 53                                  | 2,12%                               | 0                                   |
| Joe Biden                           | Joe Biden                           | 23                                  | 0,92%                               | 0                                   |
| Christopher Dodd                    | Christopher Dodd                    | 1                                   | 0,04%                               | 0                                   |
| Dennis Kucinich                     | Dennis Kucinich                     | 0                                   | 0%                                  | 0                                   |
| Mike Gravel                         | Mike Gravel                         | 0                                   | 0%                                  | 0                                   |
| Onthoudingen                        | Onthoudingen                        | 3                                   | 0,12%                               | 0                                   |
| Totalen                             | Totalen                             | 2.501                               | 100%                                | 45                                  |

#### New Hampshire
dag van de voorverkiezing: 8 januari 2008
nationale afgevaardigden: 22
| New Hampshire democratische voorverkiezingen 2008 | New Hampshire democratische voorverkiezingen 2008 | New Hampshire democratische voorverkiezingen 2008 | New Hampshire democratische voorverkiezingen 2008 | New Hampshire democratische voorverkiezingen 2008 |
| kandidaat                                         | kandidaat                                         | stemmen                                           | %                                                 | Nationale afgevaardigden                          |
| ------------------------------------------------- | ------------------------------------------------- | ------------------------------------------------- | ------------------------------------------------- | ------------------------------------------------- |
| Hillary Clinton                                   | Hillary Clinton                                   | 112.251                                           | 39,07%                                            | 9                                                 |
| Barack Obama                                      | Barack Obama                                      | 104.772                                           | 36,47%                                            | 9                                                 |
| John Edwards                                      | John Edwards                                      | 48.681                                            | 16,94%                                            | 4                                                 |
| Bill Richardson                                   | Bill Richardson                                   | 13.249                                            | 4,61%                                             | 0                                                 |
| Dennis Kucinich                                   | Dennis Kucinich                                   | 3.919                                             | 1,36%                                             | 0                                                 |
| Joe Biden                                         | Joe Biden                                         | 628                                               | 0,22%                                             | 0                                                 |
| Mike Gravel                                       | Mike Gravel                                       | 402                                               | 0,14%                                             | 0                                                 |
| Christopher Dodd                                  | Christopher Dodd                                  | 202                                               | 0,07%                                             | 0                                                 |
| Onthoudingen                                      | Onthoudingen                                      | 3218                                              | 1,12%                                             | 0                                                 |
| Totalen                                           | Totalen                                           | 287.322                                           | 100%                                              | 22                                                |

Deze lijst wordt telkens gewijzigd